# Hemus Air
Hemus Air (Bulgaars: Хемус Ер) was een Bulgaarse luchtvaartmaatschappij met als thuishaven Sofia. Zij leverde reguliere binnenlandse en buitenlandse diensten vanaf Sofia en Varna, en charter-, vracht- en luchtambulancediensten. Hemus Air was gestationeerd op luchthaven Sofia.

## Geschiedenis
De luchtvaartmaatschappij werd in 1986 gesticht toen ze zich aftakte van Balkan Bulgarian Airlines en begon datzelfde jaar met het leveren van diensten. In eerste instantie was Hemus Air een aparte afdeling die luchtambulancediensten, luchtkalibratie en luchtfoto's leverde. Hemus Air werd wettelijk een onafhankelijk bedrijf in 1991, toen het zich volledig afscheidde van Balkan Bulgarian Airlines.
In 2002 werd het bedrijf geprivatiseerd door Bulgaarse bedrijfsinvesteerders en heeft vanaf dat moment hard gevochten om zichzelf op de markt staande te houden tegen de concurrentie van buitenlandse luchtvaartmaatschappijen en de opvolger van Balkan Bulgarian Airlines, Bulgaria Air. Hemus Airs ambitieuze plan om mee te werken aan het privatiseren van het staatsbedrijf Bulgaria Air gaf geen zekerheid over de toekomst van het bedrijf. In 2007 werd de vliegvergunning van Hemus Air ingetrokken.

## Vloot
De vloot van Hemus Air bestond in juli 2007 uit:
- 1 Boeing 737-400
- 3 BAe 146-200's
- 1 BAe 146-300
- 1 Tupolev TU-134A

## Bestemmingen

### Binnenland
- Sofia

### Buitenland
- Albanië: Tirana
- Cyprus: Larnaca
- Cyprus: Paphos
- Verenigde Arabische Emiraten: Dubai
- Griekenland: Athene
- Libanon: Beiroet
- Libië: Tripoli
- Noorwegen: Oslo
- Kosovo: Pristina
- Roemenië: Boekarest